# Dimo
Pour les articles homonymes, voir Dimo (homonymie).
Dimo est une ville du Soudan du Sud, dans l'État d'Équatoria-Central, à proximité immédiate de la frontière avec la République démocratique du Congo.